# Pterodroma nigripennis
A grazina de asas pretas (Pterodroma nigripennis) é uma espécie de ave marinha da família Procellariidae.
Pode ser encontrada nos seguintes países: Austrália, Polinésia Francesa, Japão, Nova Caledónia, Nova Zelândia, Ilha Norfolk e nos Estados Unidos da América.